# Kristin Kobes Du Mez
Kristin Kobes Du Mez, gebürtige Kristin Kobes, ist eine US-amerikanische Religionshistorikerin und Hochschullehrerin, die als Professor of History an der Calvin University lehrt.
Du Mez wuchs in Sioux Center in Iowa als Tochter einer niederländischen Einwanderin und des Theologen Wayne Kobes auf. Sie absolvierte ihr Bachelor-Studium in Geschichte und Germanistik am Dordt College, bevor sie im Fach US-amerikanische Geschichte an der University of Notre Dame promovierte. Anschließende wissenschaftliche Positionen führten sie an das Williams College und das Women’s Studies Research Center der Five Colleges, bevor sie als Professorin für Geschichte an die Calvin University ging. Laut dem Profil auf der Website ihrer Universität beschäftigt sie sich hauptsächlich mit der „Schnittstelle von Gender, Religion und Politik in der jüngeren amerikanischen Geschichte“ (intersection of gender, religion, and politics in recent American history). Du Mez gehört der Christian Reformed Church an. Sie ist mit einem ehemaligen Kommilitonen des Dordt College verheiratet.
Du Mez’ erstes Buch A New Gospel for Women (2015) ist eine Biografie der Ärztin und Missionarin Katharine Bushnell, anhand derer sie das ambivalente Verhältnis zwischen Feminismus und Christentum auslotet. In ihrem zweiten Buch Jesus and John Wayne (2020) diskutiert sie die Rolle von Maskulinität im US-Evangelikalismus. Ausgehend von der Frage, warum tief gläubige Christen wie die Evangelikalen ausgerechnet Donald Trump – einen Politiker, der scheinbar allen ihren Werten konträr gegenüber steht – unterstützen, identifiziert Du Mez drei relevante Aspekte im Evangelikalismus: 1) ein beständiger Wunsch nach gesellschaftlicher Anerkennung und die ständige Angst, diese zu verlieren, 2) eine Befürwortung des Patriarchats und 3) die Bewunderung betont maskuliner Führungsfiguren, die sich beispielsweise an der evangelikalen Verehrung von John Wayne und Ronald Reagan zeigt. Auch Donald Trump passe in dieses Muster. Obwohl ein fachwissenschaftliches Buch, wurde Jesus and John Wayne in den Monaten nach seiner Veröffentlichung zu einem „suprise bestseller“ und erreichte in seiner Paperback-Version die Bestseller-Liste der New York Times.

## Veröffentlichungen
- A New Gospel for Women: Katharine Bushnell and the Challenge of Christian Feminism. Oxford University Press, New York 2015. ISBN 978-0-19-020564-5.
- Jesus and John Wayne: How White Evangelicals Corrupted a Faith and Fractured a Nation. Liveright, New York 2020. ISBN 978-1-63149-573-1.